# Robert Drew
Robert Lincoln Drew (Toledo, Ohio, 15 de febrero de 1924 - Sharon, Connecticut, 30 de julio de 2014) fue un director de documentales estadounidense conocido como uno de los pioneros -a veces le llaman el padre- del cinéma vérité o cine directo, en los EE. UU. Seis de sus películas están archivadas en la Academia Estadounidense de las Artes y las Ciencias, y dos se han incluido en el Registro Nacional de Cine de la Biblioteca del Congreso.

## Biografía
Era considerado uno de los pioneros del autollamado cine verdad en los Estados Unidos. Uno de sus más grandes éxitos es Las elecciones primarias de 1960, película documental sobre las elecciones en Wisconsin, entre John Fitzgerald Kennedy y Hubert Humphrey en 1960.
Robert Drew fundó la Drew Associates con el objetivo de formar directores a nivel documental. De este colegio salieron numerosos exponentes del cine documental entre los cuales, Richard Leacock, D. A. Pennebaker y Albert Maysles.
Para la película Crisis: behind a Presidential Commitment (1963), Drew convenció el presidente Kennedy, a rodar una película documental entre los muros de la Casa Blanca, para inmortalizar los momentos de trabajo y acciones naturales en una jornada tipo, por parte del presidente. Con la ayuda de los directores Gregory Shuker y Richard Leacock, rodaron escenas también en el Despacho Oval y en la casa del gobernador George Wallace. La película incluye una escena del ABC, en la cual el mismo gobernador Wallace, organizó un bloqueo de policías ante la entrada de la Universidad de Alabama, con el objetivo de garantizar la seguridad de dos afroamericanos, los primeros en entrar a la universidad.

## Filmografía seleccionada
| - Key Picture (Magazine X) (1954) - American Football (1957) - The B-52 (1957) - Balloon Ascension (1958) - Weightless (1958) - Bullfight (1959) - On the Pole (1960) - Yanki No! (1960) - Primary (1960) - Adventures on the New Frontier - The Children Were Watching (1961) - Petey and Johnny (1961) - Mooney vs. Fowle (1961) - On the Pole: Eddie Sachs (1961) - The Chair (1962), First Prize, Cannes Film Festival - Blackie (1962) - Nehru (1962) - The Aga Khan (1962) - Susan Starr (1962) - Jane (The Jane Fonda Story) (1962) - Crisis: Behind a Presidential Commitment (1963) - Faces of November (1964) - Storm Signal (1966) - Man Who Dances (1968) - Duke Ellington (1968) | - The New Met (1968) - Jazz: The Intimate Art (1969) - The Space Duet of Spider and Gumdrop (1969) - Martian Investigations (1969) - Parade of the Tall Ships (1976) - Kathy's Dance (1977) - Talent for America (1978) - Grasshopper Plague (1979) - Maine Winter (1979) - One Room Schoolhouse (1979) - Herself, Indira Gandhi (1982) - Fire Season (1982) - Warnings from Gangland (1984-1985) - Marshall High Fights Back (1984-1985) - Shootout on Imperial Highway (1984-1985) - The Transformation of Rajiv Gandhi (1985-1986) - For Auction: An American Hero (1985-1986) - Your Flight is Cancelled (1987-1988) - Messages from the Birds (1987-1988) - River of Hawks (1987-1988) - London to Peking: The Great Motoring Challenge (1989-1990) - Life and Death of a Dynasty (1990-1991) - From Two Men and a War (2005) - A President to Remember (2007) |

## Premios y distinciones
Festival Internacional de Cine de Venecia
| Año  | Categoría                                  | Película     | Resultado |
| ---- | ------------------------------------------ | ------------ | --------- |
| 1966 | León de San Marco - Mejor documental de TV | Storm signal | Ganador   |